# Tournefortia schiedeana
Tournefortia schiedeana är en strävbladig växtart som beskrevs av George Don jr. Tournefortia schiedeana ingår i släktet Tournefortia och familjen strävbladiga växter. Inga underarter finns listade i Catalogue of Life.